# Yttranderätt
Yttranderätt är den sammanträdestekniska termen för den rätt att yttra sig vid ett möte eller sammanträde som en person enligt stadgar eller reglemente kan ha. En förening kan till exempel ha regeln att endast betalande medlemmar har yttranderätt vid föreningsmöten. Om det finns personer närvarande vid mötet som naturligt saknar yttranderätt enligt stadgar, eller personer som är inbjudna att närvara som saknar yttranderätt, kan frågan om yttranderätt lyftas genom att inadjungera dessa och därmed tilldela dem yttranderätt. I exempelvis kommunala nämnder och riksdagens utskott kan särskilt inbjudna personer adjungeras för att ges möjligheten att yttra sig under mötet.